# Xã Plumstead, Quận Bucks, Pennsylvania
Xã Plumstead (tiếng Anh: Plumstead Township) là một xã thuộc quận Bucks, tiểu bang Pennsylvania, Hoa Kỳ. Năm 2010, dân số của xã này là 12.442 người.